# Tučňák žlutorohý
Tučňák žlutorohý (Eudyptes chrysolophus), též zvaný makarony (či macaroni), je druh tučňáka, který ze všech 6 druhů rodu Eudyptes obývá nejjižnější, tedy nejstudenější končiny. Je blízce příbuzný tučňákovi královskému (hnízdícímu pouze na ostrově Macquarie), a tak řada odborníků považuje oba tučňáky za jeden druh (resp., že tučňák královský by měl být poddruh), ačkoli se od sebe liší vzezřením.
Na hlavě má výrazné zlatavě-žluté chocholky. Záda a tváře má černé, a přední část těla pak kontrastně bílou. Dospělý dosahuje průměrné hmotnosti 5 kg a bývá 70 cm vysoký. Samec je samici vzhledově podobný, avšak bývá o něco vyšší a silnější, a také zobák má podstatně robustnější. Podobně jako všichni tučňáci není schopen letu, ale své vakovité tělo a tuhá zploštělá křídla velmi dobře využije pod vodou, a tak na moři stráví více než polovinu svého života.
Živí se potravou v moři a jeho strava je složena z různých korýšů (především krilu), malých ryb a případně hlavonožců. Jako každý tučňák obměňuje jednou ročně své peří a v takovém období je na 3–4 týdny odkázán pouze k pobytu na souši a hladovění. Žije v obrovských koloniích, kde spolu v těsném sousedství hnízdí až 100 000 jedinců. Mimo období hnízdění pak migruje i do tisíce kilometrů vzdálených oblastí.
Tučňák žlutorohý je velmi hojný druh, jehož populace je odhadována na 12–18 milionů jedinců. Organizace IUCN k roku 2020 populaci nehodnotí, protože není dostatek relevantních studií, avšak ze starších výzkumů vyplývá, že populace čítá nejméně 12,6 milionů jedinců. Přesto je klasifikován jako zranitelný, jelikož je od roku 1970 zaznamenáván pokles populace v některých lokalitách.

## Taxonomie
O tučňáku žlutorohém se jako první zmínil německý přírodovědec Johann Friedrich von Brandt, který jej roku 1837 spatřil na Falklandských ostrovech. Je to jeden ze šesti druhů rodu Eudyptes, jenž je obecně známý chocholatými tučňáky žijícími na skalnatých útesech. Rodové jméno Eudyptes, je odvozeno ze starořeckých slov eu – „dobrý“, a dyptes – „potápěč“. Druhové jméno chrysolophus, je pak odvozeno rovněž ze starořečtiny, a to ze samotných slov chryse – „zlatý", a lophos – „hřeben“, což poukazuje na jeho specifické chocholky.
V cizích jazycích je nazývaný makarony (či macaroni), podle slova „maccaronism“, což byl termín používaný v Anglii asi v 18. století a v překladu znamená „honosně zdobený“. Tohoto pojmenování se mu dostalo od námořníků, jimž se velmi zalíbil jeho charakteristický hřebínek, když jej spatřili při návštěvě Falklandských ostrovů v 19. století.
Na základě podobné skladby DNA, je tomuto druhu asi nejblíže příbuzný tučňák královský (Eudyptes schlegeli), a proto doporučují někteří ornitologové označit tučňáka královského za poddruh tučňáka žlutorohého.
Na Heardově ostrově a ostrově Marion, se tučňák žlutorohý křížil s poddruhem tučňáka skalního (Eudyptes chrysochome filholi), jak zjistila antarktická expedice Australian National Research v letech 1987–1988, která zaznamenala několik hybridů.

## Rozšíření
Tučňák žlutorohý patří mezi nejhojnější druh své čeledi. Areál jeho výskytu je tak velmi rozsáhlý. 
Hlavní hnízdiště se nacházejí v polárním klimatickém pásu na skalnatých plochách ostrovů Jižní Georgie, Crozetovy ostrovy, Falklandské ostrovy, Kergueleny, Heardův ostrov, McDonaldovy ostrovy, Ostrov prince Edwarda a Bouvetův ostrov. Další větší kolonie se nacházejí na ostrovech Jižní Shetlandy, Jižní Orkneje a dalších ostrovech u pobřeží jižního Chile. Hnízdí také přímo na Antarktickém poloostrově a výjimečně se mohou pohybovat až na samotném kontinentě Antarktidy.
V období mimo hnízdní není přesné známo, kde se v takové době pohybují, protože neexistují spolehlivé údaje. Předpokládá se však, že mohou migrovat až na břehy Austrálie, Brazílie nebo třeba Nového Zélandu.

## Popis

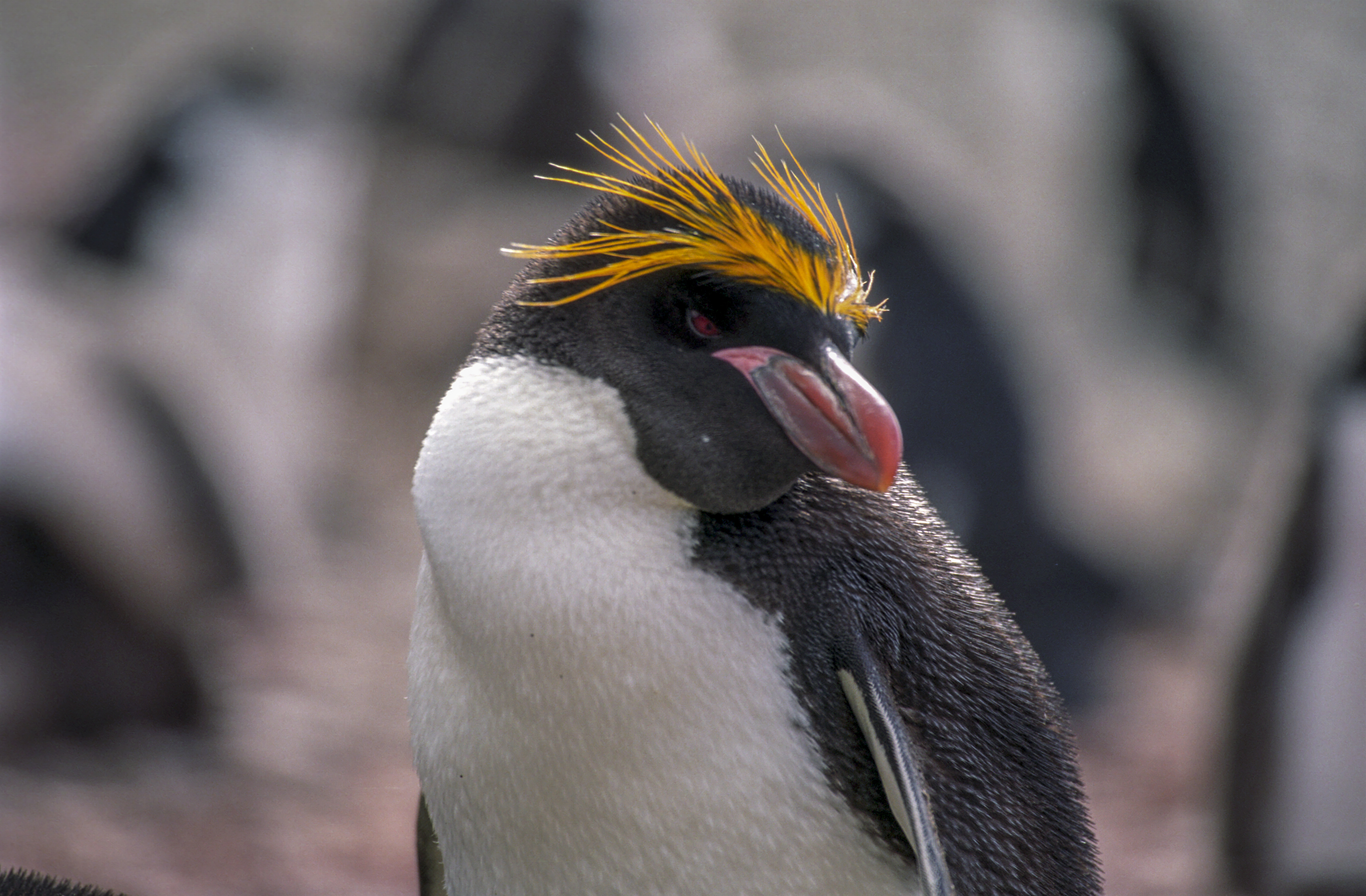
Tučňák žlutorohý disponuje mohutným a silným zobákem, jež je pro soužití v obrovské a těsné kolonii nezbytný

Tučňák žlutorohý je velmi podobný ostatním druhům z rodu Eudyptes. Dospělý je průměrně vysoký 70 cm. Jeho hmotnost se značně liší v závislosti na ročním období a na pohlaví – samice bývá obvykle o něco menší. Samec má průměrnou hmotnost 3–4 kg, po inkubaci vajec, nebo přepeření. Nejvyšší hmotnosti dosahuje před pelicháním, kdy může vážit až 6,5 kg. Samice mívá vždy asi o jeden kilogram méně. Zobák má až 8 cm tlustý, samice nepatrně méně. Křídla mají od ramenou k jejich špičce délku asi 20 cm, ocásek dosahuje asi jen 10 cm délky.
Hlava, brada a krk mají černé zbarvení, dobře ohraničené kontrastním bílým peřím. Těsně po přepeření získá černé peří modravý lesk, zatímco dlouho neobměněný šat je viditelně opotřebený a místy až zbarvený do hněda. Nejvýraznějším rysem je zlatožlutý hřebínek na středu čela sahající po temeno hlavy a visící dolů za oči. Ploutvovitá křídla jsou na hřbetní straně modročerná s bílou zadní hranou. Zespodu jsou pak celá bílá. Velký červenohnědý zobák má u kořene růžovou kůži, oči jsou červené a nohy včetně prstů a plovacích blan růžové. Na pevnině jsou poměrně krátkozrací, zrak mají přizpůsobený k výbornému vidění ve vodě.
Mládí ptáci jsou od dospělých snadno rozeznatelní. Opeřeni jsou zprvu šedě a následně čokoládově hnědě. Celkově pak mají nedefinovaný vzor s nerozvinutými chocholkami. Rovněž zobák mají menší a užší (nedostatečně vyvinutý), prostě zbarvený převážně do hněda. Do zcela dospělého vzezření se vybarví asi ve věku tří až čtyř let, při pobytu na otevřeném moři.
Dospělý tučňák žlutorohý obměňuje své peří jednou ročně a proces je to velmi zdlouhavý (až čtyřtýdenní). Navíc je odkázán pouze k pobytu na břehu a hladoví. Proto než takové období nastane, vykrmuje se vždy asi dva týdny na moři a nashromáždí si tukové zásoby. Po přepeření se opět vrátí do moře nakrmit se a na hnízdišti se objeví až za půl roku, v nastávajícím období rozmnožování.

## Potrava a způsob lovu

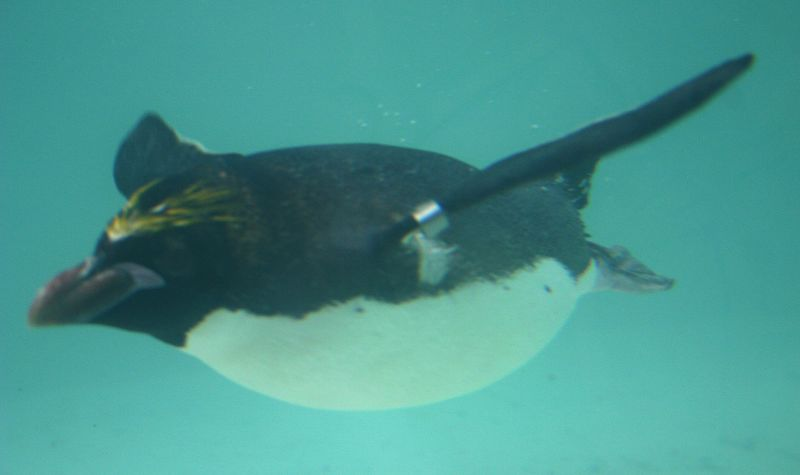
Tučňák žlutorohý je dokonalým plavcem a potápěčem

Tučňák žlutorohý se živí mořskou potravou (ve velikosti 5–130 mm), jež je složena z různých korýšů, hlavonožců a ryb, a jejíž podíl ovlivňuje lokalita nebo roční období. Za jeden tah může ulovit 200 až 700 gramů potravy, rovněž v závislosti na lokalitě. V období rozmnožování se nejčastěji živí krilem, zejména pak krunýřovkou krillovou (Ephausia superba). Mimo toho také již zmíněnými hlavonožci a rybami, například druhy Notothenia rossi, Lepidonotothen larseni, Champsocephalus gunneri, lampovník Anderssonův (Krefftichthys anderssoni), lampovníček Tenisonův (Protomyctophum tenisoni) či lampovníček Normanův (Protomyctophum normani). Někteří jedinci polykají menší kamínky (asi o průměru 10 až 30 mm), které jim pravděpodobně pomáhají při trávení a rozmělňování potravy (někdy tak dostávají i parazity z trávicího traktu).
Potravu loví zpravidla během dne, začíná tedy za rozbřesku a do setmění se vrací mláďata nakrmit. Jak potomci rostou, zvyšují se nároky na krmení. Rodiče tak přicházejí později (i za 3–4 dny), jelikož podnikají delší trasy. Ke konci chovu je tato časová prodleva nejpatrnější. Tučňák žlutorohý spotřebuje ročně údajně nejvíce potravy ze všech mořských druhů ptáků (celkově asi více než 9 milionů tun krilu). 
Od pobřeží se vzdaluje na 50 až 300 km. Obvykle se pohybuje v hloubce 15 až 70 metrů, ale dokáže se potopit až k hranici 100 metrů. Kořist loví způsobem podobným písmenu „V“, jež značí ponoření, uchopení kořisti a opětovný návrat k hladině. Pod vodou se průměrně zdržuje 2 minuty a plavě obvykle rychlostí 7,5 km/h. Mimo období hnízdění loví potravu v hlubších vodách nežli v období rozmnožování a bývá i mnohem efektivnější. Nejspíš proto, že v období migrace není ve spěchu, jako v případě hnízdění a péče o potomky.

## Přirození predátoři
Na moři se tučňák žlutorohý obává převážně mořských savců, jako je tuleň leopardí (Hydrurga leptonyx), lachtan antarktický (Arctocephalus gazella), lachtan jižní (Arctocephalus tropicalis) či kosatka dravá (Orcinus orca). Na souši pak nemá praktický žádné nepřátelé, pouze vejce a mláďata se dostávají do hledáčku místních masožravých ptáků, jako je štítonos světlezobý (Chionis alba), chaluha subantarktická (Stercorarius antarcticus), buřňák obrovský (Macronectes giganteus) nebo racek jižní (Larus dominicanus).

## Rozmnožování

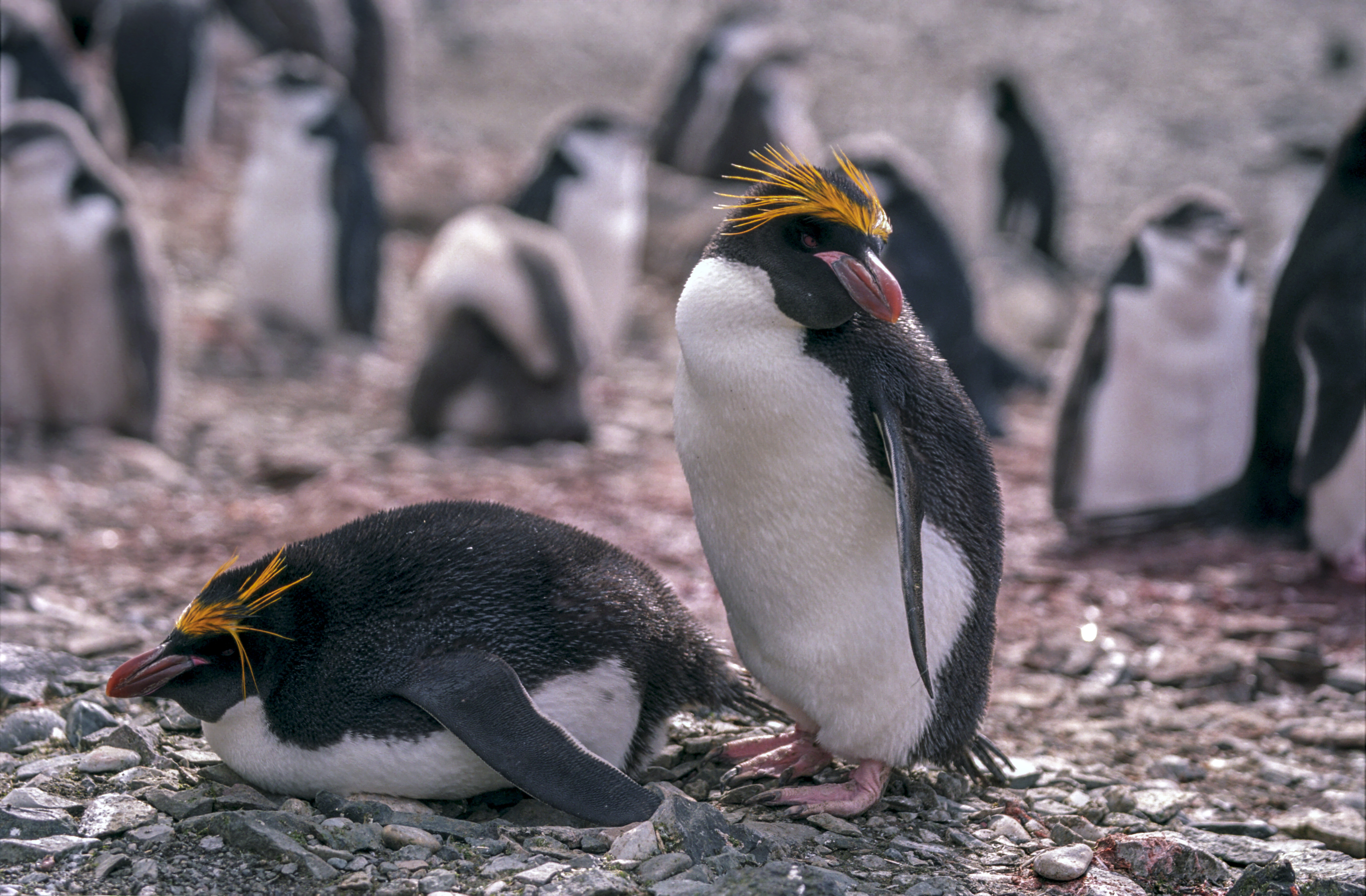
Pár tučňáka žlutorohého u svého jednoduchého hnízda z oblázků

### Komunikace a chování
Podobně jako většina chocholatých tučňáků i tučňák žlutorohý hnízdí ve velkých ale především těsných koloniích (v jednom metru čtverečním se mohou nacházet až tři hnízdící páry). Z tohoto důvodu se u něho vyvinul široký repertoár vizuální a vokální komunikace.
Své hnízdo, snesená vejce či potomstvo hájí svým mohutným zobákem k tomu náležitě vyvinutým. Ve chvílích, kdy jedinec sedí na vejcích nebo zahřívá již vylíhlá ptáčata, brání se pouze tak, že se kolem sebe zobákem ohání, aniž by se hnul z místa. Pokud ale situace dovolí, pomáhá si taktéž křídly nebo celým tělem. Protože se s jinými tučňáky nebo predátory dostává do kontaktu velmi často, agresivního jednání se tak dopouští celkem běžně. Obvykle bývá samotná hrozba soupeři okamžitě nahrazena útokem, jež se vyznačuje vyběhnutím na soka, nebo přímo klovnutím zobáku. Ozývají se při tom hlasitými výkřiky. Při obraně se pták otáčí na stranu, aby na soka dobře viděl, a jedno z bližších křídel natahuje do popředí, jím případně ztíží soupeřův výpad. 
Zatímco se v období rozmnožování projevují vůči sousedním ptákům agresivním chováním, při po bytu na moři pak svá interakční chování otupí. Prakticky spolu při hledání potravy spolupracují, ačkoli loví každý sám za sebe.

### Hnízdění a chov mláďat

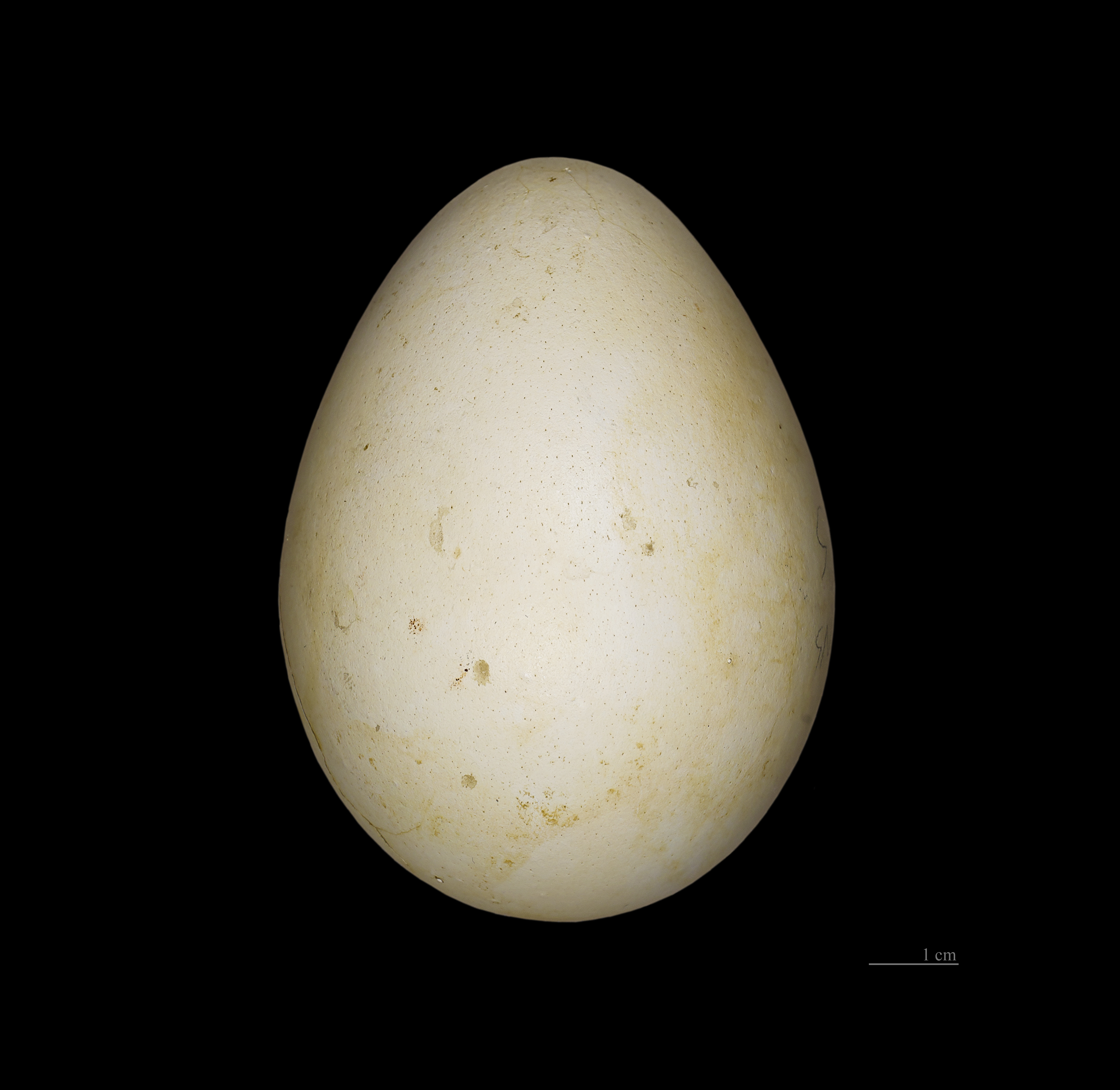
Vejce tučňáka žlutorohého (Eudyptes chrysolophus)

Na hnízdiště připlouvají nejdříve samci koncem října nebo počátkem listopadu a teprve později samice. Jakmile se dají půl roku oddělené páry dohromady, začnou s hnízděním. Se stavbou hnízda jsou rychle hotovi, je to jen mělký důlek vytvořený kruhovými pohyby břicha a hrabáním noh ohraničený několika kamínky a dřívky, případně vystlaný blátem. Hnízdiště bývají i na strmém terénu, často stovky metrů v kamenité suti, přesto jsou velmi přeplněná, 2 až 3 hnízda připadají na 1 m2, dochází často k sousedským sporům.
Námluvy, tokání, stavba hnízda a páření trvá asi 10 dnů. V celé kolonii jsou tyto činnosti synchronizovány, takže téměř všechny samice začnou počátkem listopadu snášet prvá vejce současně a za čtyři dny druhé. Je pozoruhodné, že prvá vejce dosahují přibližně jen 60 % velikosti vajec druhých. Prvé, menší vejce nebývá oplodněno, nebo je často během hnízdění odstraněno z hnízda. Pokud jsou vysezená obě, bývá jedno mládě menší. Většinou má pár jedno mládě.
Inkubace trvá asi 5 týdnů, během prvé třetiny zahřívají vejce oba rodiče, pak samec odejde na moře a samice zůstává sama, na poslední třetinu odejde do moře samice a vrátí se s potravou, až se mláďata vylíhla. Samec další tři týdny mládě zahřívá a samice ráno odchází do moře a večer se vrací s potravou pro mládě, které zpočátku spotřebuje denně asi 200 g. Po třech týdnech mláďatům narůstá již hřejivější peří, opouštějí hnízda a shlukují se do skupin (školek), oba rodiče odcházejí a krmí, denně až 1 kg. Asi v 11 týdnech věku jim dorůstá definitivní peří, nemají pouze zlatožlutý hřebínek, a odcházejí sami do moře. Sexuální zralosti dosahují mladí samci v 6, samice v 5 letech.
Rodiče absolvují v moři třítýdenní výkrmnou kúru, pak se vrací zpět na pevninu a tam se během 25 dní přepeří. Následně odcházejí odděleně na moře, aby se opět cca za půl roku vrátili. Není mnoho údajů, kde se v té době pohybují.

## Ohrožení, populace
Podle červeného seznamu IUCN byl tučňák žlutorohý zařazen do kategorie zranitelný druh. Přestože jeho současná populace dosahuje počtu cca 6–9 milionů párů a je v podstatě ze všech druhů největší, za posledních několik desítek let se jeho stavy značně snížily – v Jižní Georgii klesly v letech 1970 až 1990 až o 50 % a podobně na tom byla i populace v oblasti jižního Chile. Podle odborníků může být tučňák žlutorohý ovlivňován kolísavou potravní hojností, vlivem nadměrných rybolovů, nebo také v důsledku klimatických změn – studie z roku 2008 upozorňuje, že takovéto ekologické zásahy narušují reprodukční schopnosti, především pak ovlivňují plodnost u samic.
Organizace IUCN k roku 2020 populaci nehodnotí, protože není dostatek relevantních (komplexních) studií, avšak ze starších výzkumů vyplývá, že populace čítá nejméně 12,6 milionů jedinců. Trend uvádí jako klesající.